# Base antarctique Maitri
Pour la Paramita bouddhiste, voir Maitrī.
Maitri est la seconde station de recherche scientifique interdisciplinaire permanente de l'Inde en Antarctique. Elle a été établie en 1989, après la première station Dakshina Gangotri qui a été enterrée dans la glace et abandonnée en 1990-91. Maitri est située au sud du Cap de Bonne-Espérance, sur les affleurements rocheux de l'oasis Schirmacher, près du lac glaciaire Priyadrashani. 

## Les facilités
La station a des facilités modernes pour réaliser des recherches dans diverses disciplines, comme la biologie, les Sciences de la Terre, la glaciologie, les sciences atmosphériques, la météorologie, l'ingénierie de région froide, la communication, la physiologie humaine et la médecine. Elle a une capacité pour accueillir 25 personnes pour l'hiver. L'eau douce est fournie par un lac d'eau douce nommé Lac de Priyadrashani, situé devant Maitri. 

## Résultats
En vertu de l'intérêt soutenu de l'Inde et des capacités démonstratives dans le domaine de science polaire, le pays a atteint les résultats suivants : 
- 19 août, 1983: L'Inde a été admise au Traité antarctique et obtint le Statut Consultatif bientôt par la suite.
- 1983: La station permanente Dakshin Gangotri a été construite, où le premier hivernage a été réalisé.
- 1er octobre, 1984: L'Inde a été admise comme un membre du Comité Scientifique sur la Recherche antarctique (SCAR).
- 1986: L'Inde est devenue membre de la Convention sur la conservation de la faune et la flore marines de l'Antarctique (CCAMLR).
- 1988-1989: L'Inde a construit sa deuxième station indigène « Maitri ».
- 1997: L'Inde a ratifié le Protocole d'Environnement au Traité antarctique, soutenant ainsi son engagement pour conserver le continent immaculé.
- 2005: L'Inde a célébré ses 25 ans de présence en lançant une expédition Antarctique en décembre 2005 appelée le Silver Jubilee Indian Antarctic Expedition.

## Les expéditions
Le chapitre du Programme antarctique indien a été ouvert en décembre 1981 quand la première expédition indienne est parti de Goa pour l’Antarctique. Elle a été menée par S.Z. Qasim. Par la suite, les expéditions antarctiques annuelles ont été envoyées par le Department de Développement d'Océan et le Centre National pour Antarctique & la Recherche d'Océan. Jusqu'à présent, vingt et une expéditions ont été lancées, y compris vers la Mer de Weddell ; et l'une d'elles était une expédition krill dans l'Océan Austral. 